# Ivan Lendl
Ivan Lendl, češko-ameriški teniški igralec, * 7. marec 1960, Ostrava, Češkoslovaška (danes Češka).
V 80. letih 20. stoletja je bil dominantni tenisač in velja za enega najboljših vseh časov. V svoji karieri se je osemnajstkrat uvrstil v finale turnirjev za Grand Slam, od katerih jih je osem dobil. Po trikrat je osvojil Odprto prvenstvo Francije in Odprto prvenstvo ZDA, dvakrat Odprto prvenstvo Avstralije, na turnirjih za Odprto prvenstvo Anglije pa je dvakrat izgubil v finalu. Še vedno drži več teniških rekordov, tudi z osmimi zaporednimi uvrstitvami v finale Odprtega prvenstva ZDA in z odstotkom dobljenih nizov na Odprtem prvenstvu ZDA 95,5%.

## Finali Grand Slamov (19)

### Zmage (8)
| Leto | Turnir                          | Nasprotnik v finalu | Rezultat finala          |
| 1984 | Odprto prvenstvo Francije       | John McEnroe        | 3–6, 2–6, 6–4, 7–5, 7–5  |
| 1985 | Odprto prvenstvo ZDA            | John McEnroe        | 7–6(1), 6–3, 6–4         |
| 1986 | Odprto prvenstvo Francije (2)   | Mikael Pernfors     | 6–3, 6–2, 6–4            |
| 1986 | Odprto prvenstvo ZDA (2)        | Miloslav Mečíř      | 6–4, 6–2, 6–0            |
| 1987 | Odprto prvenstvo Francije (3)   | Mats Wilander       | 7–5, 6–2, 3–6, 7–6(3)    |
| 1987 | Odprto prvenstvo ZDA (3)        | Mats Wilander       | 6–7(7), 6–0, 7–6(4), 6–4 |
| 1990 | Odprto prvenstvo Avstralije (2) | Stefan Edberg       | 4–6, 7–6(3), 5–2 predaja |

### Porazi (11)
| Leto | Turnir                      | Nasprotnik v finalu | Rezultat finala          |
| 1981 | Odprto prvenstvo Francije   | Björn Borg          | 6–1, 4–6, 6–2, 3–6, 6–1  |
| 1982 | Odprto prvenstvo ZDA        | Jimmy Connors       | 6–3, 6–2, 4–6, 6–4       |
| 1983 | Odprto prvenstvo ZDA        | Jimmy Connors       | 6–3, 6–7(2), 7–5, 6–0    |
| 1983 | Odprto prvenstvo Avstralije | Mats Wilander       | 6–1, 6–4, 6–4            |
| 1984 | Odprto prvenstvo ZDA        | John McEnroe        | 6–3, 6–4, 6–1            |
| 1985 | Odprto prvenstvo Francije   | Mats Wilander       | 3–6, 6–4, 6–2, 6–2       |
| 1986 | Odprto prvenstvo Anglije    | Boris Becker        | 6–4, 6–3, 7–5            |
| 1987 | Odprto prvenstvo Anglije    | Pat Cash            | 7–6(5), 6–2, 7–5         |
| 1988 | Odprto prvenstvo ZDA        | Mats Wilander       | 6–4, 4–6, 6–3, 5–7, 6–4  |
| 1989 | Odprto prvenstvo Avstralije | Miloslav Mečíř      | 6–2, 6–2, 6–2            |
| 1989 | Odprto prvenstvo ZDA        | Boris Becker        | 7–6(2), 1–6, 6–3, 7–6(4) |
| 1991 | Odprto prvenstvo Avstralije | Boris Becker        | 1–6, 6–4, 6–4, 6–4       |